# Stor-Gåstjärnen, Lappland
Stor-Gåstjärnen är en sjö i Malå kommun och Norsjö kommun i Lappland och ingår i Skellefteälvens huvudavrinningsområde. Sjön har en area på 0,16 kvadratkilometer och ligger 341,7 meter över havet. Sjön avvattnas av vattendraget Kvarnbäcken.

## Delavrinningsområde
Stor-Gåstjärnen ingår i det delavrinningsområde (722214-165528) som SMHI kallar för Mynnar i Malån. Medelhöjden är 360 meter över havet och ytan är 6,73 kvadratkilometer. Det finns inga avrinningsområden uppströms utan avrinningsområdet är högsta punkten. Kvarnbäcken som avvattnar avrinningsområdet har biflödesordning 3, vilket innebär att vattnet flödar genom totalt 3 vattendrag innan det når havet efter 122 kilometer. Avrinningsområdet består mestadels av skog (76 procent). Avrinningsområdet har 0,16 kvadratkilometer vattenytor vilket ger det en sjöprocent på 2,4 procent.